# Ocilla
Ocilla é uma cidade localizada no estado americano de Geórgia, no Condado de Irwin.

## Demografia
Segundo o censo americano de 2000, a sua população era de 3270 habitantes.
Em 2006, foi estimada uma população de 3219, um decréscimo de 51 (-1.6%).

## Geografia
De acordo com o United States Census Bureau tem uma área de 6,7 km², dos quais 6,7 km² cobertos por terra e 0,0 km² cobertos por água.

## Localidades na vizinhança
O diagrama seguinte representa as localidades num raio de 32 km ao redor de Ocilla.